# Patelloa nigripalpis
Patelloa nigripalpis är en tvåvingeart som beskrevs av Thompson 1963. Patelloa nigripalpis ingår i släktet Patelloa och familjen parasitflugor. Inga underarter finns listade i Catalogue of Life.